# Listeriosis
La listeriosis es una infección debida a la bacteria Listeria monocytogenes, aunque se han informado L. ivanovii y L. grayi en ciertos casos. Una zoonosis poco frecuente en humanos, pero extremadamente grave. Tiene poca morbilidad, pero muy alta mortalidad (30 %), que en el caso de grupos sensibles se eleva aún más (hasta un 70 %).
La listeria es ubicua y se transmite principalmente por vía oral después de la ingestión de productos alimenticios contaminados, después de lo cual la bacteria penetra en el tracto intestinal y causa infecciones sistémicas . El diagnóstico de listeriosis requiere el aislamiento de la bacteria causante en la sangre y/o el líquido cefalorraquídeo. El tratamiento incluye la administración prolongada de antibióticos, principalmente ampicilina y gentamicina, a los que el organismo suele ser sensible.

## Contaminación
La contaminación tiene lugar, generalmente, durante el consumo de alimentos que contienen la bacteria responsable de la enfermedad. Entre estos alimentos están la leche cruda, queso elaborado con esta leche, carne cruda o mal cocida, verduras crudas, embutidos, patés, quesos frescos o poco curados (camembert, brie...). La mujer puede transmitir el bacilo al feto durante el embarazo (a través de la placenta) o en el momento del parto.

## Signos y síntomas
La enfermedad afecta principalmente a adultos mayores, personas con sistemas inmunitarios debilitados, mujeres embarazadas y recién nacidos. Rara vez, las personas sin estos factores de riesgo también pueden verse afectadas. Una persona con listeriosis generalmente tiene fiebre y dolores musculares, a menudo precedidos por diarrea u otros síntomas gastrointestinales. Casi todos los que son diagnosticados con listeriosis tienen infección invasiva (lo que significa que las bacterias se propagan desde sus intestinos a su torrente sanguíneo u otros sitios del cuerpo). La enfermedad puede ocurrir hasta dos meses después de comer alimentos contaminados. Periodo de incubación largos que pueden ser de hasta 3 meses.
Los síntomas varían con la persona infectada:
- Personas de alto riesgo distintas de las mujeres embarazadas: los síntomas pueden incluir fiebre, dolores musculares y los propios de la irritación meníngea (meningitis), como dolor de cabeza, rigidez del cuello, confusión, pérdida de equilibrio y convulsiones.
- Mujeres embarazadas: las mujeres embarazadas suelen experimentar sólo una enfermedad leve, parecida a la gripe. Sin embargo, las infecciones durante el embarazo pueden conducir a aborto espontáneo, muerte fetal, parto prematuro o infección potencialmente mortal del recién nacido.[6]
- Personas previamente sanas: las personas que antes eran sanas, pero estaban expuestas a una dosis muy grande de listeria pueden desarrollar una enfermedad no invasiva (lo que significa que las bacterias no se han diseminado en su torrente sanguíneo u otros sitios del cuerpo). Los síntomas pueden incluir diarrea y fiebre.

## Diagnóstico

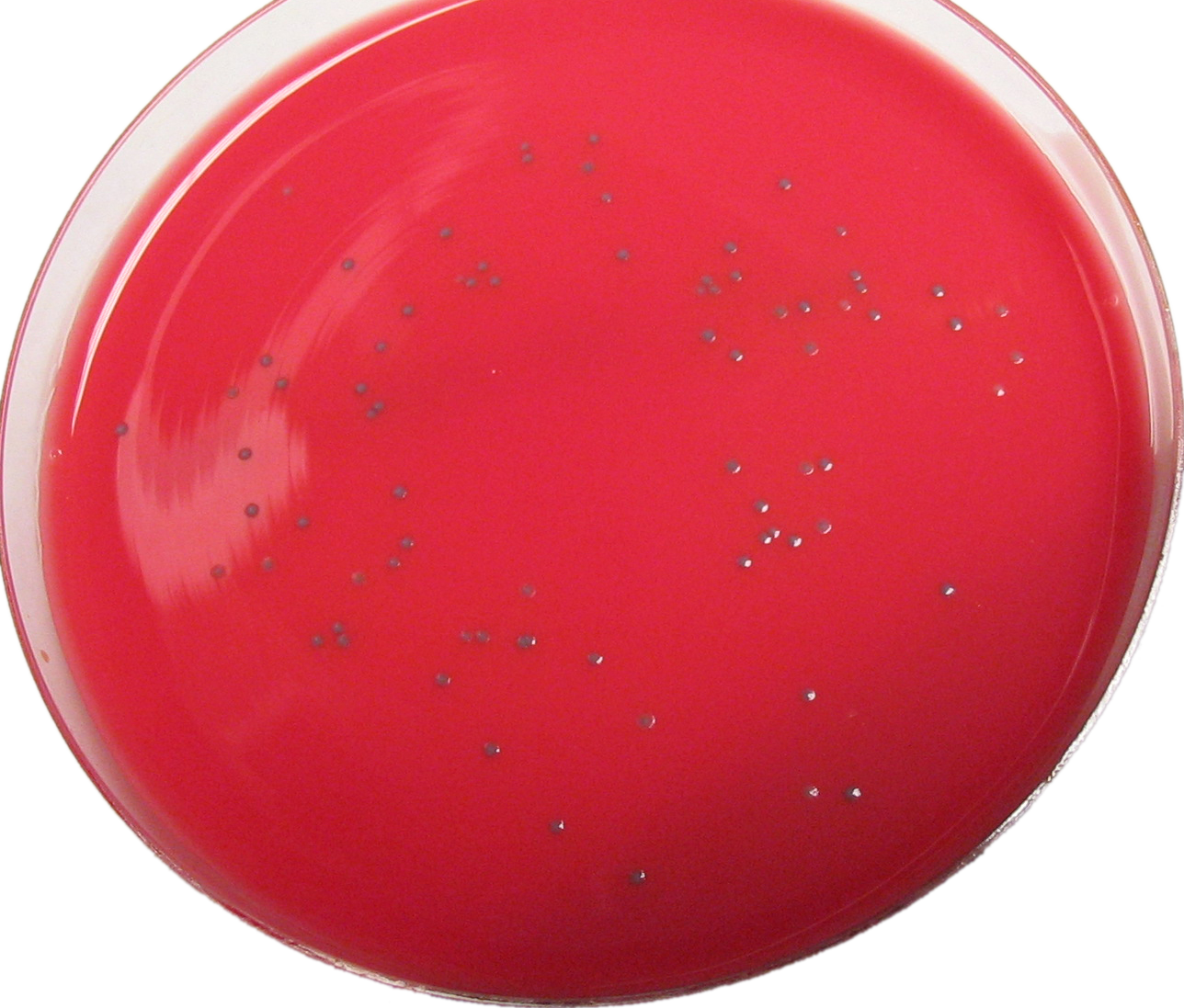
Listeria monocytogenes en placa de agar.

En los casos de infección del SNC, L. monocytogenes a menudo puede cultivarse a partir de la sangre o del LCR (líquido cefalorraquídeo).

## Causas
Hay de 2 a 7 casos por cada millón de habitantes. Tiene un período de incubación muy largo, unas 5 semanas, siendo muy difícil rastrear el alimento que lo provocó. La susceptibilidad es mayor en niños, ancianos, embarazadas e inmunodeprimidos. Los síntomas son una primera forma intestinal asintomática parecida a la gripe, y después:
- Embarazadas: aborto, incluso a término, o nacimiento de niños con septicemia.
- Niños, ancianos e inmunodeprimidos: grave tendencia a la septicemia, meningitis, endocarditis y neumonía.
- Adultos sanos: meningitis, meningoencefalitis y trastornos respiratorios.

### Transmisión
La principal vía de transmisión al ser humano es el consumo de alimentos contaminados, especialmente los alimentos listos para consumo refrigerados con una vida útil relativamente larga, como los productos de la pesca ahumados, los productos cárnicos tratados por calor y los quesos de pasta blanda.
- Otras vías de transmisión:
  - Transmisión vertical de la madre al feto a través de la placenta.
  - Transmisión directa por contacto con animales infectados, especialmente durante el parto de vacas y ovejas, aunque resultan muy infrecuentes.
  - Infecciones nosocomiales en hospitales por contacto con material contaminado.[4]

## Tratamiento y prevención
La listeriosis se trata con la asociación de dos antibióticos durante un período de tres semanas, aunque hay que tener en cuenta el alto índice de mortalidad.
Para evitar contraer la infección durante el embarazo, hay que tomar algunas precauciones alimentarias como: evitar consumir las verduras crudas o poco cocidas, preferir los embutidos envasados a los que se venden cortados al momento, volver a cocer los alimentos conservados en el refrigerador, no consumir la envoltura o la parte exterior de los quesos de pasta blanda, hervir la leche cruda o pasteurizada antes de consumirla.
Por otro lado, es aconsejable lavarse las manos después de haber manipulado los alimentos crudos y limpiar y desinfectar regularmente el refrigerador.